# Internationale cruiseterminal van Tokio

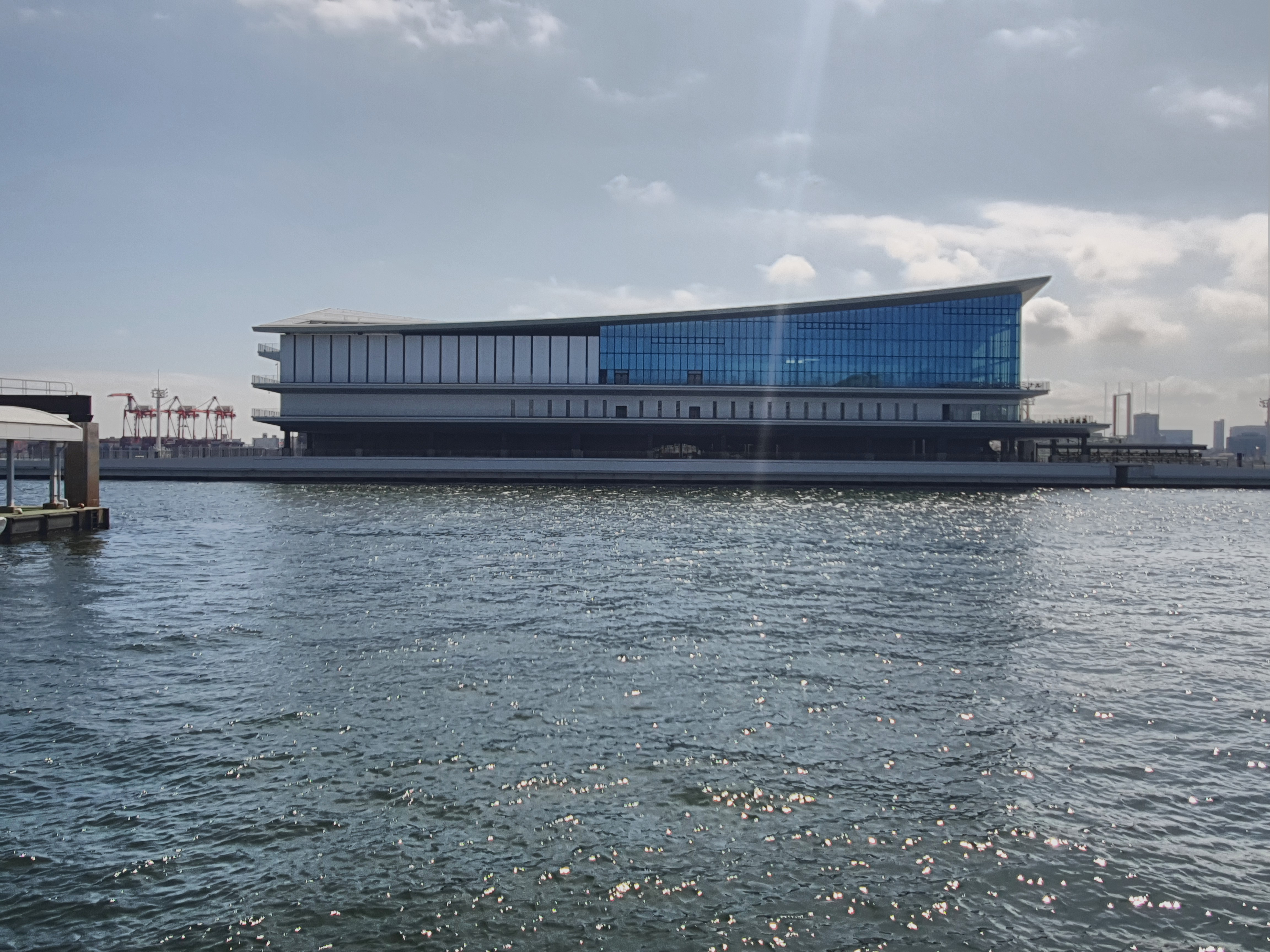
het gebouw van de terminal

De internationale cruiseterminal van Tokio (Japans: 東京国際クルーズターミナル, Tōkyō kokusai kurūzutāminaru; Engels: Tokyo International Cruise Terminal) is een aanlegplaats voor cruiseschepen in de Japanse hoofdstad Tokio. Het ligt ten westen van de wijk Aomi op het eiland Odaiba in de Baai van Tokio en is via het gelijknamige metrostation van de Yurikamome aangesloten op het openbaar vervoersnetwerk van de stad. 
De terminal werd gebouwd voor de Olympische Spelen van 2020 en moest een alternatief bieden voor de bestaande aanlegplaats bij Harumi. Grote cruiseschepen konden daar vanwege de Rainbow Bridge (met een hoogte van 52 m) namelijk niet meer aanmeren. Het complex telde bij de opening in september 2020 één aanlegplaats van 430 m, maar het is de bedoeling dat de kade op termijn doorgetrokken wordt naar een lengte van 680 m en plaats gaat bieden aan twee ligplaatsen.